# John Garang
John Garang de Mabior (Twic East County, 23 de junho de 1945 – New Cush, 30 de julho de 2005) foi o primeiro vice-presidente do Sudão no período de 9 de janeiro de 2005 a 30 de julho de 2005 e presidente do Sudão do Sul no mesmo período. Foi o líder do Exército Popular de Libertação do Sudão (SPLA) durante a segunda guerra civil sudanesa.

## Biografia
O Dinka Garang nasceu em uma família anglicana pobre. Após a morte prematura de seus pais, ele foi para a Tanzânia para o ensino médio. Ele se formou no Grinell College em Iowa, EUA, como bacharel em ciências. Após seu retorno à Tanzânia, ele conseguiu um cargo na Universidade de Dar es Salaam, na Tanzânia, em 1967. Ele ingressou na Frente Revolucionária Africana de Estudantes Universitários, uma associação de intelectuais de esquerda. O atual presidente de Uganda, Yoweri Museveni, de quem Garang era amigo íntimo desde seus tempos de estudante, o historiador Walter Rodney e o posterior presidente moçambicano Joaquím Alberto Chissano também estavam entre eles.
Em 1970, Garang voltou ao Sudão e juntou-se ao movimento Anya Nya. Após o fim da rebelião em 1972, Garang, como a maioria dos outros rebeldes, recebeu uma posição no exército sudanês . Seu treinamento militar continuou em 1974 em Fort Benning, na Geórgia, EUA. De 1977 a 1981, ele se formou na Iowa State University com um doutorado em economia (com especialização em economia agrícola). Em 1982, ele lecionou como coronel em serviço ativo na Universidade de Cartum e em várias escolas militares.
Em 1983, Garang mudou de frente. O presidente Jafar Muhammad an-Numeiri o nomeou para reprimir um motim de 500 soldados em Bor. Garang fundou o Exército de Libertação do Povo Sudanês (SPLA) junto com Kerubino Bol. Isso foi seguido por uma luta de vinte anos pela independência do Sudão do Sul de Cartum. Garang liderou o SPLA ditatorialmente e não tolerou dissidentes.
Em 2002, as negociações foram reiniciadas, o que a partir de 2004 levou a vários contratos que foram formalmente colocados em vigor em 9 de janeiro de 2005 no Acordo Naivasha. Os contratos estipulavam que os dois lados deveriam lutar pela unidade por seis anos. Um referendo foi definido para 2011, após o qual as bases de um Sudão unificado ou a secessão do sul devem ser decididas dentro de seis meses. Garang lutou por um estado reformado como um todo: ele agora também conquistou simpatizantes no norte. Ele teve uma boa chance de vencer as eleições planejadas para 2010 no Sudão. A maioria no SPLA, por outro lado, queria um Sul independente.
No final de 2004, Garang teve que se defender de uma tentativa de golpe interna do SPLA por parte de oficiais. Eles queriam a independência para o sul ao invés do tratado de paz que havia sido alcançado. Eles eram liderados pelo número dois da organização, Salva Kiir Mayardit. Após um acordo de paz em 9 de julho de 2005, Garang foi apresentado como o primeiro vice-presidente do Sudão. O sul do país também teve perspectivas de independência a médio prazo.
Em 1º de agosto de 2005, o governo anunciou a morte de Garang. No voo de volta de uma reunião com Yoweri Museveni e representantes dos EUA e da UE em Uganda, ele e outros 13 internos morreram no acidente de helicóptero nas montanhas Imantong em 31 de julho. Condições de mau tempo foram apontadas como a causa do acidente. Após sua morte, tumultos eclodiram na capital, Cartum. Nesta situação, o SPLA nomeou o seu anterior deputado Salva Kiir Mayardit como o novo líder, que também foi nomeado Vice-Presidente do Sudão.
Dois dias antes de sua morte, Garang deu uma entrevista a representantes da Organização Missionária Católica Internacional em sua sede do Novo Site no Sudão do Sul, perto da fronteira com o Quênia. Ele explicou seus planos para a nova paz no Sudão do Sul e nomeou a Igreja como parceira para o futuro desenvolvimento social e econômico do país.
John Garang foi enterrado em 6 de agosto de 2005 em um mausoléu perto da Catedral de Todos os Santos em Juba. Entre os enlutados foram a Sul-Africano Presidente Thabo Mbeki, o Sudão Presidente Omar al-Bashir e o novo líder do SPLA Salva Kiir. Os últimos novamente enfatizaram que queriam seguir o plano de paz de janeiro de 2005, que encerrou a guerra civil de 21 anos no Sudão do Sul.

Após sua morte, o SPLA optou pela independência - a possibilidade de reformar todo o Sudão acabou.